# (2723) Горшков
(2723) Горшков (лат. Gorshkov) — типичный астероид главного пояса, открыт 31 августа 1978 года советским астрономом Николаем Черных в Крымской астрофизической обсерватории и 28 марта 1983 года назван в честь российского и советского учёного Петра Горшкова.

## Обнаружение и именование
(2723) Горшков
Открыт 31 августа 1978 года в Научном Н. С. Черных.
Назван в память о выдающемся геодезисте и астрономе, профессоре Ленинградского университета Петре Михайловиче Горшкове (1883—1975) — исследователе в областях геодезии, гравиметрии, небесной механики и истории астрономии. Смотрите также цитату для малой планеты (2721).
Оригинальный текст (англ.)2723 Gorshkov
Discovered 1978-08-31 by Chernykh, N. at Nauchnyj.
Named in memory of Petr Mikhailovich Gorshkov (1883—1975), professor at Leningrad University, prominent geodesist and astronomer, researcher in geodesy, gravimetry, celestial mechanics and the history of astronomy. See also the citation for minor planet (2721).
Источники: DISCOVERY.DB; M.P.C. 7786.

## Орбита

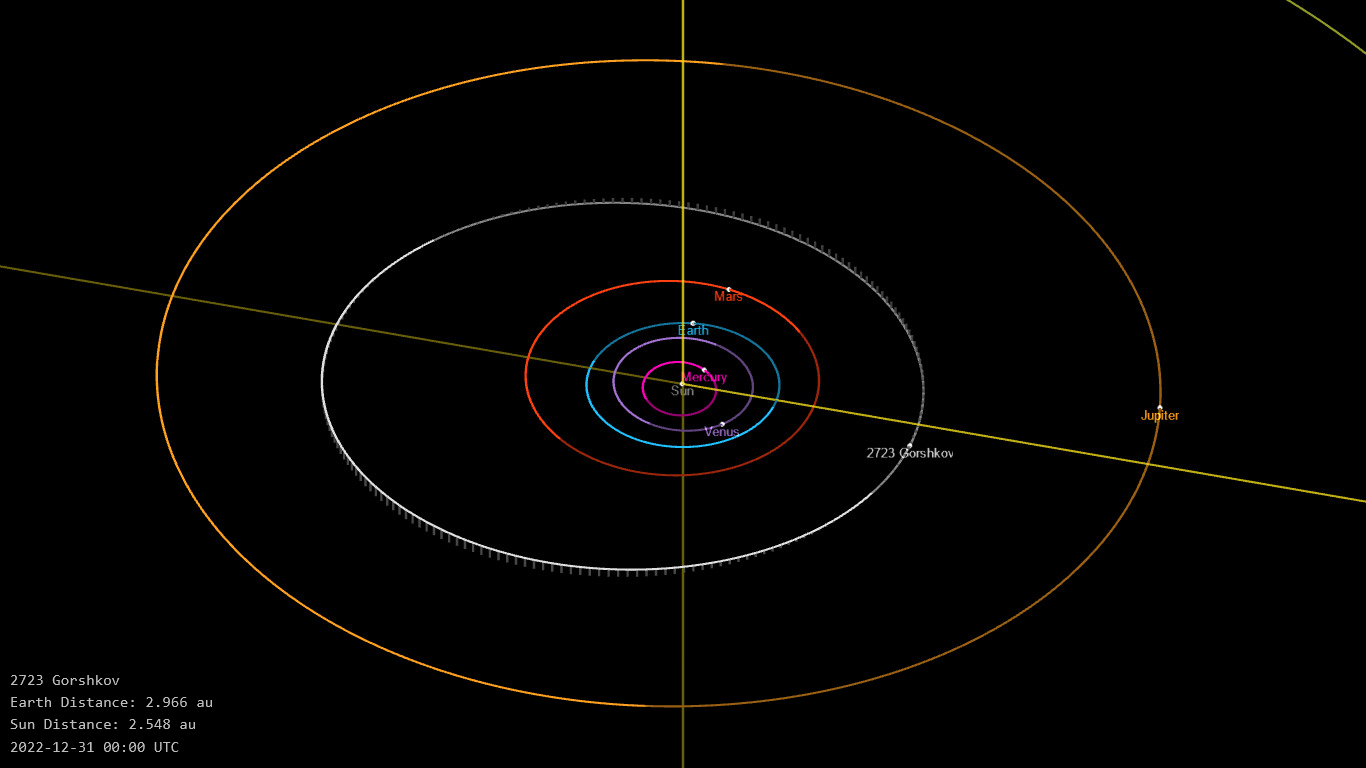
Орбита астероида Горшков и его положение в Солнечной системе

## Физические характеристики
Из наблюдений системы ATLAS следует, что астероид относится к таксономическому классу C.
По результатам наблюдений в видимом и ближнем инфракрасном диапазоне космического телескопа NEOWISE и наблюдений в инфракрасном диапазоне спутника Akari диаметр астероида оценивался равным 12,796±0,426 км,
13,11±0,53 км, 12,09±4,14 км и 12,89±4,83 км. Согласно тем же источникам альбедо оценивается как 0,1079±0,0122, 0,105±0,009, 0,108±0,012, 0,070±0,062 и 0,065±0,065.